# Carl Friedrich Wilhelm (Leiningen)

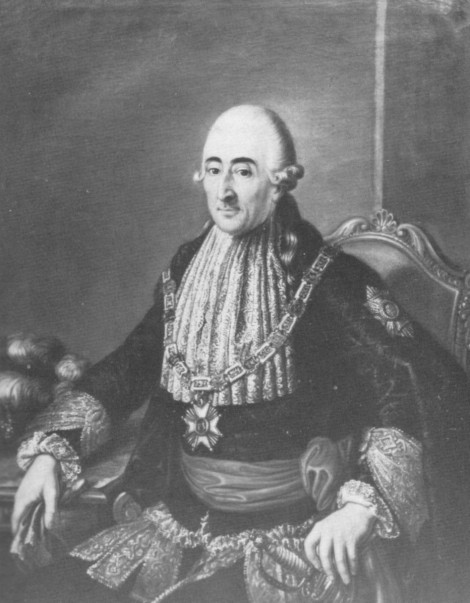
Fürst Carl Friedrich Wilhelm zu Leiningen

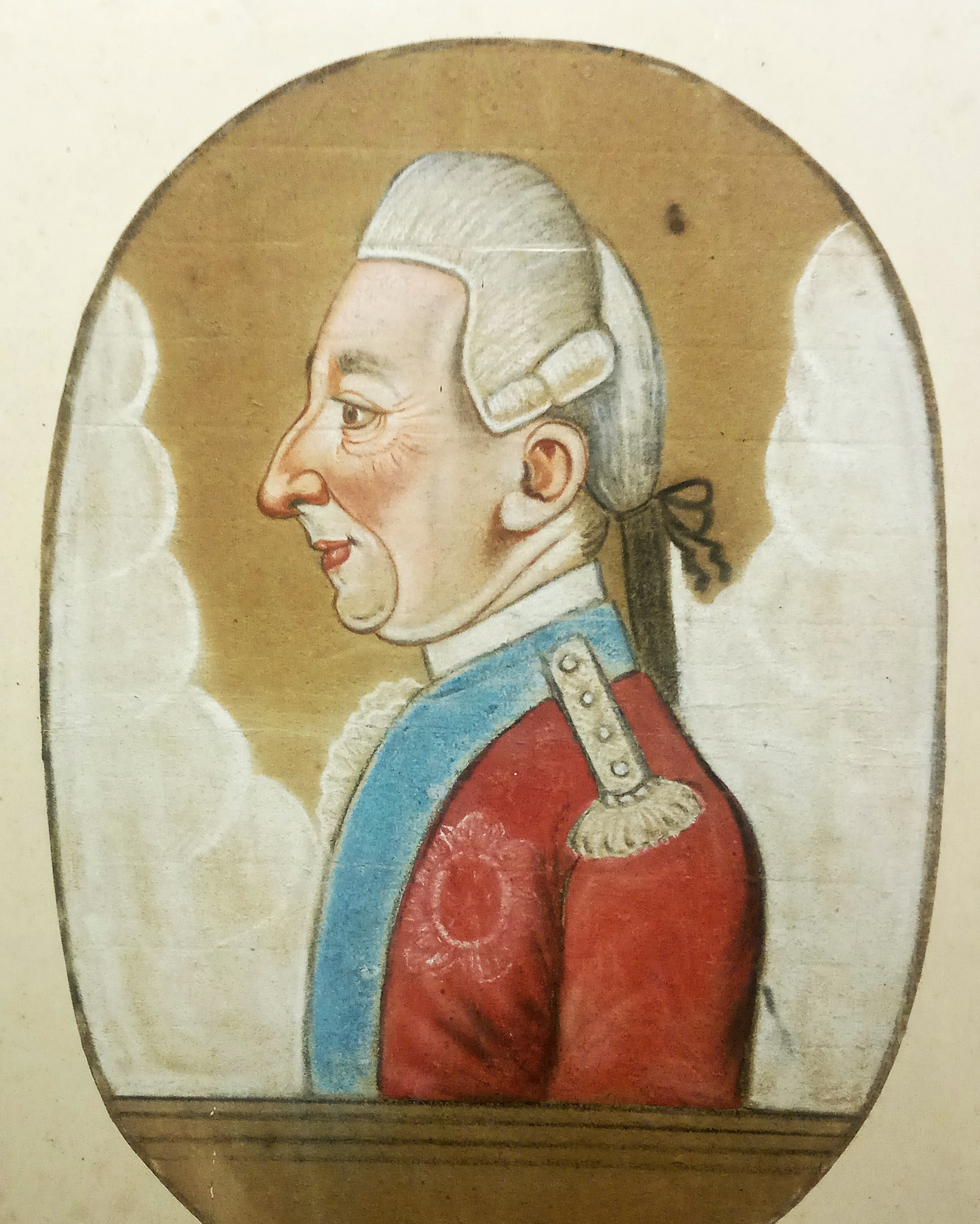
Zeitgenössisches Porträt (Kreidezeichnung) im Museum Grünstadt

Carl Friedrich Wilhelm, 1. Fürst zu Leiningen (* 14. August 1724 in Dürkheim; † 9. Januar 1807 in Amorbach, Bayern) war Kaiserlicher Kämmerer, Wirklicher Kurpfälzischer Geheimer Rat und Generalleutnant.

## Familie
Die Familie der Leininger stammt aus altem, wohl fränkischem Adel, dessen Besitztümer sich ursprünglich überwiegend in der heutigen Pfalz und in den nördlichen Vogesen befanden.
Carl Friedrich Wilhelm wurde geboren als Sohn des Grafen Friedrich Magnus von Leiningen-Dagsburg-Hardenburg (1703–1756) und seiner Gattin Anna Christiane Eleonore von Wurmbrand-Stuppach (1698–1763), Tochter des Reichshofratspräsidenten Graf Johann Wilhelm von Wurmbrand-Stuppach (1670–1750).
Der Bruder seines Vaters war Graf Karl Ludwig von Leiningen-Dagsburg-Emichsburg (1704–1747); beider Onkel Markgraf Karl III. Wilhelm von Baden-Durlach, Gründer der Stadt Karlsruhe.

## Leben

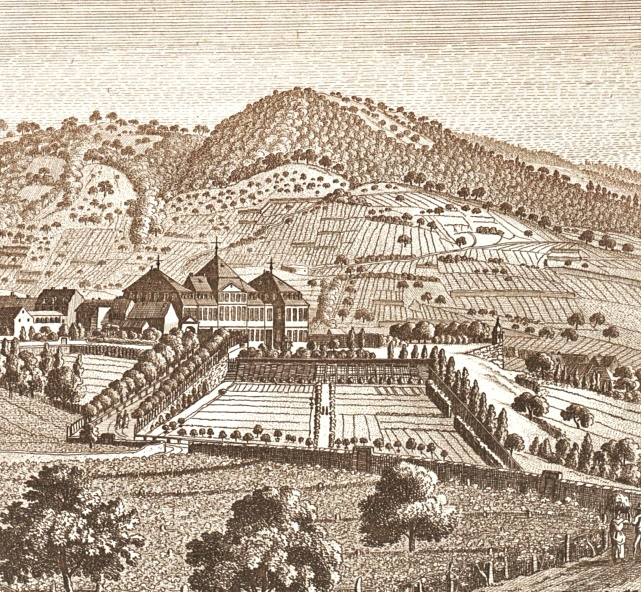
Schloss Dürkheim, um 1780

Carl heiratete am 24. Juni 1749 Christiane Wilhelmine Gräfin zu Solms-Rödelheim (* 24. April 1736 in Rödelheim bei Frankfurt am Main; † 6. Januar 1803 in Straßburg). Beider Sohn war Emich Carl zu Leiningen (1763–1814), 2. Fürst zu Leiningen.
Nach dem Tod des Vaters trat er 1756 die Herrschaft über die Grafschaft Leiningen-Hardenburg an. 1768 erhielt Graf Leiningen das Ritterkreuz des Ordens vom Pfälzer Löwen, 1774 erbte er Schloss Heidesheim mit der Grafschaft Leiningen-Dagsburg-Falkenburg, der Kaiser erhob ihn 1779 in den Reichsfürstenstand mit Kuriatstimme im Wetterauischen Grafenkollegium. 
Carl Friedrich Wilhelm zu Leiningen ließ am väterlichen Schloss Dürkheim Seitenflügel erbauen und ab 1762 östlich einen großen Garten bzw. Park anlegen, das heutige Kurgarten- und Kurparkareal. Um 1780 richtete er einen Schlossflügel als öffentliches Theater ein, welches die Bürger unentgeltlich besuchen konnten. Organisiert und betreut wurde es von dem im nahen Mannheim tätigen August Wilhelm Iffland, der hier zuweilen die Uraufführungen seiner Werke vornahm; etwa am 9. März 1785 jene des Schauspiels „Die Jäger“. Unter Ifflands persönlicher Regie spielte dabei der Erbprinz Emich Carl zu Leiningen eine der Hauptrollen, ebenso wie sein Verwandter Heinrich Ernst Ludwig von Leiningen-Westerburg-Neuleiningen (1752–1799) aus Grünstadt.
Als die Französische Revolution in den 1790er Jahren auch auf Südwest- und Westdeutschland übergriff, wurde die Familie 1794 aus der erst 1725 gewählten Residenz Dürkheim und aus allen linksrheinischen Besitztümern vertrieben. Das Schloss in Dürkheim wurde 1794 angezündet und brannte aus. An seiner Stelle steht heute das Kurhaus der Stadt, wo eine Inschrift an den Vorgängerbau erinnert. 
Durch den Reichsdeputationshauptschluss wurden die Leininger zunächst durch ein selbstständiges Fürstentum Leiningen entschädigt, das aus ehemals kurmainzischen, kurpfälzischen und fürstbischöflich würzburgischen Gebietsteilen bestand. Carl wurde eine Virilstimme im Reichsfürstenrat zugesprochen, statt des Grafentitels von Leiningen-Dagsburg-Hardenburg nahm er den Titel Reichsfürst zu Leiningen, Pfalzgraf zu Mosbach, Graf zu Düren, Herr zu Miltenberg, Amorbach, Bischofsheim, Boxberg, Schüpf und Lauda an.
Durch Mediatisierung und den Einfluss Napoleons verlor er aber 1806 seine politische Macht an das Großherzogtum Baden. Dieses trat 1810 Gebietsteile an das Großherzogtum Hessen-Darmstadt ab, das sie als Ergebnis des Wiener Kongresses 1816 an das Königreich Bayern weiterreichte.